# Saltos ornamentais no Campeonato Europeu de Esportes Aquáticos de 2014 - Trampolim 1 m individual feminino
A prova do trampolim 1 m individual feminino dos saltos ornamentais no Campeonato Europeu de Esportes Aquáticos de 2014 foi realizada no dia 20 de agosto em Berlim, na Alemanha. 

## Calendário
| Fase       | Data         | Hora  |
| ---------- | ------------ | ----- |
| Preliminar | 20 de agosto | 10:00 |
| Final      | 20 de agosto | 14:00 |

Todos os horários estão no horário local (UTC+1)

## Medalhistas
| Ouro                 | Prata                  | Bronze            |
| Tania Cagnotto (ITA) | Kristina Ilinykh (RUS) | Tina Punzel (GER) |

## Resultados
Esses foram os resultados da competição.
| Pos.              | Saltadora          | Nacionalidade | Preliminar | Preliminar | Final  | Final |
| Pos.              | Saltadora          | Nacionalidade | Pontos     | Pos.       | Pontos | Pos.  |
| ----------------- | ------------------ | ------------- | ---------- | ---------- | ------ | ----- |
| Medalha de ouro   | Tania Cagnotto     | Itália        | 292.90     | 1          | 289.30 | 1     |
| Medalha de prata  | Kristina Ilinykh   | Rússia        | 273.05     | 3          | 288.55 | 2     |
| Medalha de bronze | Tina Punzel        | Alemanha      | 263.90     | 4          | 286.70 | 3     |
| 4                 | Maria Marconi      | Itália        | 246.05     | 6          | 285.50 | 4     |
| 5                 | Olena Fedorova     | Ucrânia       | 252.05     | 5          | 265.95 | 5     |
| 6                 | Uschi Freitag      | Países Baixos | 245.95     | 7          | 263.75 | 6     |
| 7                 | Nadezhda Bazhina   | Rússia        | 280.15     | 2          | 258.15 | 7     |
| 8                 | Hannah Starling    | Reino Unido   | 236.00     | 10         | 253.10 | 8     |
| 9                 | Iira Laatunen      | Finlândia     | 244.20     | 8          | 246.10 | 9     |
| 10                | Celine van Duijn   | Países Baixos | 231.65     | 11         | 238.85 | 10    |
| 11                | Hanna Pysmenska    | Ucrânia       | 230.65     | 12         | 237.70 | 11    |
| 12                | Tiia Kivela        | Finlândia     | 236.20     | 9          | 223.55 | 12    |
| 13                | Alicia Blagg       | Reino Unido   | 229.10     | 13         |        |       |
| 14                | Nora Subschinski   | Alemanha      | 227.70     | 14         |        |       |
| 15                | Alena Khamulkina   | Bielorrússia  | 227.40     | 15         |        |       |
| 16                | Jessica Favre      | Suíça         | 220.15     | 16         |        |       |
| 17                | Daniella Nero      | Suécia        | 220.10     | 17         |        |       |
| 18                | Marion Farissier   | França        | 217.75     | 18         |        |       |
| 19                | Anca Serb          | Roménia       | 211.15     | 19         |        |       |
| 20                | Maxine Eouzan      | França        | 209.80     | 20         |        |       |
| 21                | Ioulianna Banousi  | Grécia        | 209.20     | 21         |        |       |
| 22                | Rocio Velázquez    | Espanha       | 204.00     | 22         |        |       |
| 23                | Eleni Katsouli     | Grécia        | 202.10     | 23         |        |       |
| 24                | Indrė Girdauskaitė | Lituânia      | 179.90     | 24         |        |       |
| 25                | Modesta Kaminskytė | Lituânia      | 134.65     | 25         |        |       |